# دانيال مارتن
دانيال مارتن (بالإنجليزية: Daniel Martin)‏ هو سياسي أمريكي، ولد في 1780 في مقاطعة تالبوت في الولايات المتحدة، وتوفي بنفس المكان في 8 يوليو 1831. حزبياً، نشط في الحزب الوطني الجمهوري ‏. وقد انتخب عضو مجلس النواب لولاية ماريلند وانتخب حاكم ماريلاند ‏.